# Liceum Ogólnokształcące im. Tomasza Zana w Pruszkowie
Liceum Ogólnokształcące im. Tomasza Zana w Pruszkowie – liceum ogólnokształcące, które powstało w 1921 pierwotnie jako gimnazjum.

## Historia
l września 1921 ponad 200 uczniów rozpoczęło naukę w domu czynszowym przy ul. Narodowej 23. Od początku patronem szkoły był Tomasz Zan, poeta XIX-wieczny, konspirator, przyjaciel Adama Mickiewicza.
W 1925 dziesięciu pierwszych uczniów zdało egzamin maturalny. W szkole działały wówczas liczne organizacje młodzieżowe oraz wychodziło kilka czasopism („Orli lot”, „Sztubak”, „Nasz Świat”). W 1930 nastąpiły przenosiny szkoły do obecnej siedziby na ul. Klonową 4 (współcześnie Daszyńskiego 6). Liceum nadano profil matematyczno-fizyczny, lecz wysoki poziom prezentowało również Koło Historyczno-Literackie. W 1935 otwarto tzw. „salę pompejańską” ozdobioną przez uczniów z Koła Klasycznego malowidłami w stylu rzymskim. Odbywały się tu m.in. niedzielne poranki muzyczne, w których uczestniczyli znani wówczas śpiewacy. We wrześniu 1939 budynek gimnazjum i liceum przy ulicy Klonowej został zajęty przez oddziały Wehrmachtu, sprzęty i archiwum szkoły uległy zniszczeniu.
Podczas okupacji nauczyciele ze szkoły prowadzili tajne nauczanie, co umożliwiało uczniom przystąpienie do tajnego egzaminu maturalnego i dalszego studiowania na tajnych wyższych uczelniach. Niektórzy uczniowie liceum brali udział w kampanii wrześniowej, działali w strukturach Armii Krajowej, uczestniczyli w walkach pruszkowskiego plutonu „Orlik” oraz w powstaniu warszawskim.
Zimą 1945 roku tuż po opuszczeniu Pruszkowa przez Niemców, liceum wznowiło działalność. Budynek przy ul. Klonowej został odremontowany siłami uczniów i rodziców. W latach 50. działały w szkole liczne organizacje młodzieżowe, takie jak Szkolne Koło Odbudowy Warszawy, Szkolne Koło PCK, Samorząd Szkolny. Reaktywowano drużynę harcerską, działały koło humanistyczne i turystyczne oraz wychodziła szkolna gazetka „Krok Naprzód”. Sukcesy osiągały sekcje sportowe: lekkoatletyczna, koszykarska oraz siatkarska.
W 1961 w 40-lecie istnienia liceum powstała pierwsza propozycja powołania stowarzyszenia wychowanków gimnazjum i liceum. W roku 1966/67 ponownie w związku z reformą oświaty zlikwidowano gimnazjum oraz wprowadzono liceum 4-letnie.
W latach 70. uczniowie szkoły odnosili ogólnopolskie sukcesy lekkoatletyczne i koszykarskie. Szkołę odwiedzała Telewizja Polska realizując teleturniej „Dwie Szkoły” oraz Program I Polskiego Radia z audycją „Cztery Pory Roku”.
W 1981 z okazji jubileuszu 60-lecia Szkoły oficjalnie utworzono Towarzystwo Absolwentów Liceum i Gimnazjum im. Tomasza Zana. Ufundowano wtedy dwie tablice pamiątkowe: jedną – upamiętniającą uczniów i profesorów którzy zginęli w czasie II Wojny Światowej oraz drugą – poświęconą pamięci profesora Bohdana Zielińskiego prowadzącego tajne nauczanie podczas okupacji.
Wówczas też ukazała się „Historia Gimnazjum i Liceum Tomasza Zana w latach 1925–1980” napisana przez nauczycielki z liceum.
W latach 90. nastąpiła modernizacja budynku liceum połączona z nowym wyposażeniem klas, oraz stworzoną pracownią informatyczną.
W roku 2001 nastąpił powrót do pierwotnej przedwojennej organizacji cyklu nauczania: wróciły gimnazjum i liceum, rozmieszczone teraz w dwóch budynkach. W tym samym roku Stowarzyszenie Absolwentów przygotowało jubileusz 80-lecia szkoły.
We wrześniu 2015 roku rozpoczęły się prace budowlane nowej siedziby Liceum. Została ona oficjalnie otwarta 1 marca 2017 roku. Adres szkoły pozostał bez zmian, natomiast wejście główne znajduje się od strony ul. Obrońców Pokoju. Po przenosinach szkoły stary budynek został wyburzony, a w miejscu tym trwają prace budowlane nowej hali sportowej.

## Uczniowie
Absolwentami szkoły są m.in. pisarz Wojciech Żukrowski, żeglarz jachtowy Leonid Teliga, poeta i autor piosenek Wojciech Młynarski, poeta i dramaturg Zbigniew Jerzyna, polityk Andrzej Stelmachowski, piosenkarka Alicja Majewska, prezydent Pruszkowa w latach 80. Euzebiusz Kiełkiewicz, biskup diecezjalny warszawsko-praski Henryk Hoser oraz duchowny i teolog ewangelicko-augsburski Włodzimierz Nast, parazytolog Zdzisław Świderski, a także prof. dr hab. n. med. Marek Krawczyk – rektor Warszawskiego Uniwersytetu Medycznego. Szkołę ukończyła także piosenkarka Elżbieta Marciniak, a także himalaista Bernard Uchmański (1953).